# MyPaint
MyPaint is een vrij grafisch programma voor digitale schilders. MyPaint is vergelijkbaar met de rastertekenprogramma's als Corel Painter waarmee ook digitale tekeningen en logo's kunnen ontworpen worden. Het programma maakt gebruik van het OpenRaster-bestandsformaat.

## Functies
MyPaint heeft volgende kenmerken:
- uitbreidbaar;
- werken met lagen;
- grafische interface.

## Versiegeschiedenis
| Versie | Uitgavedatum     |
| ------ | ---------------- |
| 0.1    | 12 maart 2005    |
| 0.4    | 19 november 2005 |
| 0.5.0  | 9 juli 2007      |
| 0.6.0  | 26 januari 2009  |
| 0.7.0  | 7 juni 2009      |
| 0.8.0  | 29 januari 2010  |
| 0.8.2  | 6 maart 2010     |
| 0.9.1  | 5 maart 2011     |
| 1.0.0  | 22 november 2011 |
| 1.1.0  | 4 januari 2013   |
| 1.2.0  | 15 januari 2016  |
| 2.0.0  | 15 februari 2020 |